# Strunga, Constanța
Strunga este un sat în comuna Oltina din județul Constanța, Dobrogea, România. În trecut s-a numit Cîșla/Câșla (în turcă Kıșla). La recensământul din 2002 avea o populație de 20 locuitori.